# Kenneth Ewart Boulding
Kenneth Ewart Boulding (oft abgekürzt zu Kenneth E. Boulding; * 18. Januar 1910 in Liverpool; † 18. März 1993 in Boulder, Colorado) war ein US-amerikanischer Wirtschaftswissenschaftler britischer Herkunft. Er entwickelte unter anderem den Begriff der Soziosphäre.

## Leben
Kenneth Boulding hat in über 1000 Veröffentlichungen und etwa 40 Monographien einen umfangreichen Beitrag zur sozial- und wirtschaftswissenschaftlichen Forschung geleistet und ist mit über 30 Ehrendoktorwürden (u. a. der Michigan State University) ausgezeichnet worden. Boulding stammte aus einer Quäkerfamilie und studierte Philosophie und Wirtschaftswissenschaften an der Oxford University. 1937 ging er in die USA, deren Staatsbürgerschaft er 1948 annahm, und lehrte an der Harvard University und der University of Chicago. Dort verfasste er 1941 mit Economic Analysis eine wirtschaftswissenschaftliche Einführung für Studenten, die bald zum Standardwerk wurde. Während des Zweiten Weltkriegs war er beim Völkerbund in Princeton tätig, verlor diese Stelle jedoch 1944 wegen seiner pazifistischen Aktivitäten. Danach war er an der University of Michigan (1949–1968) und anschließend an der University of Colorado at Boulder (1969–1981) als Professor tätig. 1957 wurde er in die American Academy of Arts and Sciences gewählt, 1960 in die American Philosophical Society und 1975 in die National Academy of Sciences. 1982 wurde er korrespondierendes Mitglied der British Academy.
Boulding war unter anderem Präsident der American Economic Association im Jahr 1968, der Society for General Systems Research, der International Peace Research Society und der American Association for the Advancement of Science. In ihrer Anfangsphase arbeitete er in der Christlichen Friedenskonferenz (CFK) mit, an deren dritter Tagung er sich 1960 in Prag beteiligte.

## Wissenschaftliche Leistungen
Boulding gilt innerhalb seiner Disziplin als anerkannter Außenseiter. Er verstand seine Rolle als Wissenschaftler immer breit und auch politisch, intensiv hat er sich mit Fragen der Religion und Ethik auseinandergesetzt. Besonders engagiert war er seit den 1950er Jahren in der frühen Friedensbewegung, hier gelten Kenneth Boulding und seine Frau Elise M. Boulding als Gründerfiguren der Konflikt- und Friedensforschung.
Ebenfalls stark interessiert war Boulding an der Idee einer Allgemeinen Systemtheorie. Er verstand die Wirtschaft dementsprechend immer als Teil eines breiteren sozialen Kontextes und suchte in seiner Arbeit die Anbindung an die Soziologie aber auch die Biologie. Seiner eigenen Disziplin stand er dagegen immer etwas distanziert gegenüber. Die Fixierung der Ökonomie auf mathematische Lösungen kritisiert er ebenso wie ihre Versuche, zukünftige Entwicklungen durch ihre Modelle zu prognostizieren.
Dem hat Boulding die Idee einer „evolutionären Ökonomie“ („evolutionary economics“) entgegengestellt, in der der Faktor Wissen oder Know-how sowie Anpassungs- und Lernprozesse eine besondere Rolle spielen. Zu seinen bekanntesten Arbeiten zählt der Aufsatz The Economics of the Coming Spaceship Earth von 1966. Der Text ist der Versuch einer theoretischen Fundierung einer nicht-wachstumsorientierten Wirtschaft und Bouldings zentraler Beitrag zur Umweltdebatte seiner Zeit. Er betont die Rolle der volkswirtschaftlichen Substanz für die Befriedigung unserer Bedürfnisse. In einem geschlossenen System müsse man versuchen, mit möglichst wenig Durchfluss auszukommen. Diese Gedanken und insbesondere die Raumschiffmetapher sind in der Folgezeit häufig rezipiert worden.
Boulding prägte in der Theorie der Sozial- und Geisteswissenschaften den Begriff „Methodenimperialismus“ für den Versuch, rationale Kalküle zu verallgemeinern. Ein Beispiel für Methodenimperialismus sei die neoliberale Position, nach der angeblich der Geltungsbereich des Marktprinzips über seinen ursprünglichen rein ökonomischen Zusammenhang hinaus auf die Sphäre politischer Entscheidungen ausgedehnt werden soll. Das Marktprinzip solle also danach überall gelten. Alles solle unter den Grundsatz des Tausches gestellt werden.

## Zitate
“Anyone who believes that exponential growth can go on forever in a finite world is either a madman or an economist.”

„Jeder, der glaubt, exponentielles Wachstum kann in einer endlichen Welt andauernd weitergehen, ist entweder ein Verrückter oder ein Ökonom.“

## Veröffentlichungen
- Economic Analysis. Harper & Brothers, New York 1941
- The Economics of Peace. Prentice-Hall, New York 1945
  - Friedenswirtschaft. Francke, Bern 1946
- A Reconstruction of Economics. John Wiley & Sons, New York 1950
- The Organizational Revolution: A Study in the Ethics of Economic Organization. Harper & Brothers, New York 1953
- The Image: Knowledge of life in society. 1956.
  - Die neuen Leitbilder. Econ-Verlag, Düsseldorf 1958
- Principles of Economic Policy. Prentice-Hall, Englewood Cliffs 1958
- The Skills of the Economist. Howard Allen, Cleveland 1958
- mit W. Allen Spivey (Hrsg.): Linear Programming and the Theory of the Firm. Macmillan, New York 1960
- Conflict and Defense: A general theory. Harper & Brothers, New York 1962
- mit Emile Benoit (Hrsg.): Disarmament and the Economy. Harper & Brothers, New York 1963
- The Meaning of the Twentieth Century: The Great Transition. Harper & Brothers, New York 1964
- The Impact of the Social Sciences. Rutgers University Press, New Brunswick 1966
- Beyond Economics: Essays on Society, Religion, and Ethics. University of Michigan Press, Ann Arbor 1968
- Economics as a Science. McGraw-Hill, New York 1970
  - Ökonomie als Wissenschaft. Piper, München 1976, ISBN 3-492-02195-6.
- (Hrsg. und Einleitung): Peace and the War Industry. Aldine, Chicago 1970; mit revidierter Einleitung: Transaction Books, New Brunswick 1973
- A Primer on Social Dynamics: History as Dialectics and Development. Free Press, New York 1970
- Collected Papers. Colorado Associated University Press, Boulder
  - Vol. I: Economics (1932–1955). 1971
  - Vol. II: Economics (1956–1970). 1971
  - Vol. III: Political Economy. 1973
  - Vol. IV: Toward a General Social Science. 1974
  - Vol. V: International Systems: Peace, Conflict Resolution, and Politics. 1975
  - Vol. VI: Toward the Twenty-First Century: Political Economy, Social Systems, and World Peace. 1985
- mit Tapan Mukerjee (Hrsg.): Economic Imperialism: A Book of Readings. University of Michigan Press, Ann Arbor 1972
- mit Martin Pfaff (Hrsg.): Redistribution to the Rich and the Poor: The Grants Economics of Income Distribution. Wadsworth, Belmont 1972
- The Economy of Love and Fear: A Preface to Grants Economics. Wadsworth, Belmont 1973
- mit Martin & Anita Pfaff (Hrsg.): Transfers in an Urbanized Economy. Wadsworth, Belmont 1973
- mit Alfred Kuhn und Lawrence Senesh: System Analysis and Its Use in the Classroom. Social Science Education Consortium, Boulder 1973
  - Systemanalyse und ihre Anwendung im Unterricht. Klinkhardt, Bad Heilbrunn 1975, ISBN 3-7815-0266-X.
- Sonnets from the Interior Life and Other Autobiographical Verse. Gedichte. Colorado Associated University Press, Boulder 1975
- Ecodynamics: A new theory of societal evolution. Sage Publications, Beverly Hills 1978
- mit Thomas Frederick Wilson (Hrsg.): Redistribution Through the Financial System: The Grants Economics of Money and Credit. Praeger, New York 1978
- Stable Peace. University of Texas Press, Austin 1978
- Beasts, Ballads, and Bouldingisms: A Collection of Writings by Kenneth E. Boulding. Hrsg. v. Richard P. Beilock. Transaction Books, New Brunswick/London 1980
- mit Elise Boulding und Guy M. Burgess: The Social System of the Planet Earth. Addison-Wesley Publishing Company, Reading 1980
- Evolutionary Economics. Sage Publications, Beverly Hills 1981
- mit Lawrence Senesh (Hrsg.): The Optimum Utilization of Knowledge: Making Knowledge Serve Human Betterment. Westview Press, Boulder 1983
- (Hrsg.): The Economics of Human Betterment. Macmillan Press, London 1984
- Human Betterment. Sage Publications, Beverly Hills 1985
- The World as a Total System. Sage Publications, Beverly Hills 1985
- Three Faces of Power. Sage Publications, Beverly Hills 1989